# Імператорський Варшавський університет
Імператорський Варшавський університет (1869—1915) — один із дванадцяти Імператорських університетів Російської імперії, заснований у Варшаві 12 (24) жовтня 1869.

## Історія

### Королівський Варшавський університет
Перший Варшавський університет був заснований при Олександрі I і відкритий 20 вересня 1817 р., називався Королівським і складався з 5 відділень: теології, права та адміністративних наук. Указом 30 березня 1830 р. університету, згідно з його клопотанням ради, було присвоєно найменування Олександрівського, але Польське повстання 1830 року призвело до його закриття. Після чого у Варшаві протягом 39 років був відсутній заклад вищої школи, попри неодноразові спроби його створення. 1831 року князь Паскевич, представляючи проєкт спільного перетворення навчальної частини в Королівстві Польському, пропонував реорганізувати Університет і утворити дві вищі школи: медицини і права; але імператор Микола I наказав тимчасово закрити всі вищі школи в краї. Потім Королівство Польське деякий час залишалося без окремого закладу вищої освіти, тому її прагнули забезпечити шляхом розширення програм середніх навчальних закладів. У 1833 р. у всіх найголовніших містах Королівства було засновано 8-класні гімназії, а в Варшаві і в колишньому воєводстві Августівському було відкрито по дві такі гімназії. Перші 5 класів в них мали загальноосвітній характер, останні ж три поділялися на два відділення: філологічне і фізико-математичне; перше мало своїм призначенням підготовляти молодих людей до служби цивільної і до вступу в університети (росіяни), друге готувало до служби військової, цивільної та до діяльності на терені промисловості. У 1840 р. при гімназіях відкриті були ще додаткові юридичні курси (пол. Kursa prawne dodatkowe) для підготування кандидатів на нижчі судові посади; у тому ж році були засновані у Варшаві особливі юридичні курси (пол. Kursa prawne w Warszawie) з ширшою програмою, і крім того, при Петербурзькому та Московському університетах були відкриті по дві польські кафедри: одна — цивільного права і судочинства, інша — кримінального та адміністративного права. На юридичних курсах у Варшаві, крім загальних юридичних предметів, які викладалися польською мовою, викладалися ще російською мовою: Звід Законів Російських, історія та статистика Російської держави і російська література; для викладання історії римського права могла вживатись або російська мова, або латинська. 1846 року курси були закриті, після чого посилився наплив польських студентів у столичні університети.

### Варшавська головна школа
Зі вступом на престол імператора Олександра II уряд знайшов можливим розпочати організацію вищої освіти в самому Королівстві Польському, за що гаряче ратував маркіз Вельопольский. За його задумом 28 жовтня 1861 року у Варшаві були відкриті підготовчі курси (пол. Kursa przygotowawcze), які повинні були підготувати ґрунт для університету. На цих курсах викладалися: логіка і психологія, загальна історія з географією, математика, стародавні мови, літератури польська і російська, нові мови. Через рік маркізу Вельопольскому вдалося об'єднати цей вищий навчальний заклад з раніше відкритою Медичною академією. 25 листопада 1862 року відбулося урочисте відкриття Варшавської Головної школи, яка складалася з 4 відділень: історико-філологічного, фізико-математичного, юридичного та медичного. Тим, хто закінчив курс наук, Головна школа давала ступінь магістра, який відповідав ступеню кандидата російських університетів.

### Імператорський Варшавський університет

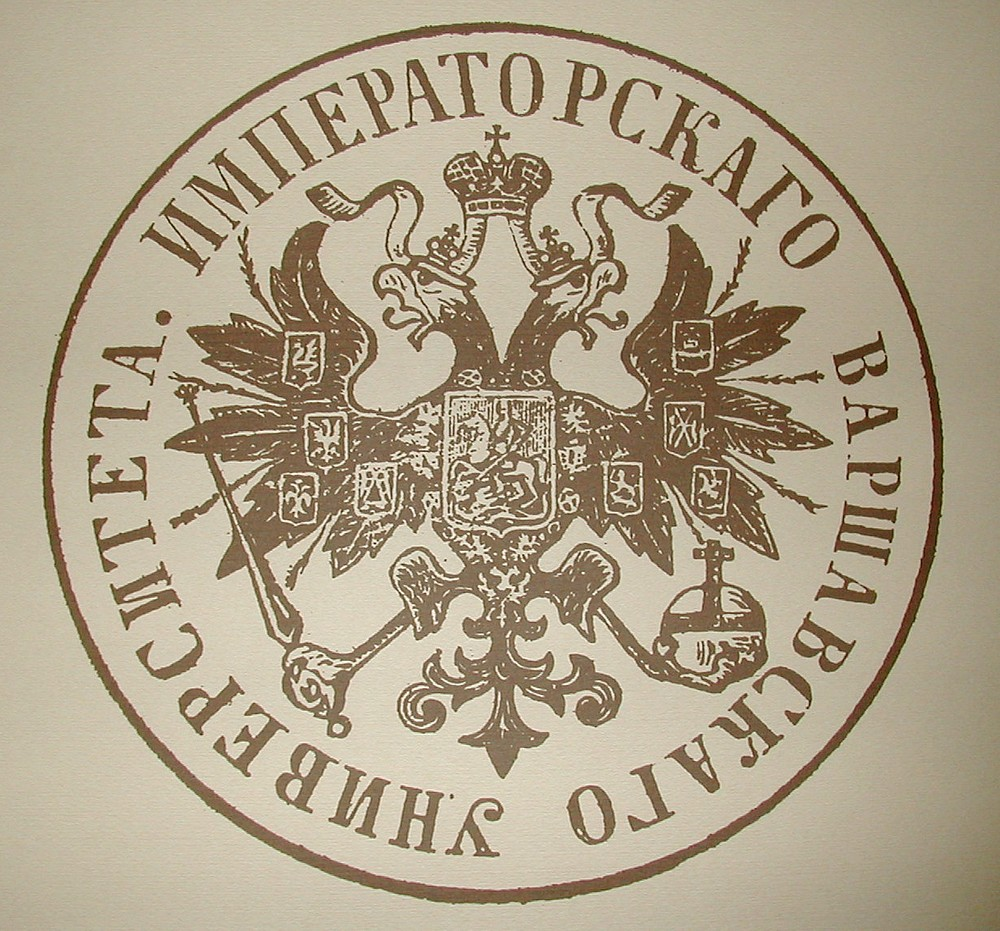

Незабаром Головна школа, за задумом графа Д. А. Толстого, була перетворена на Імператорський Варшавський університет, який було 12 жовтня 1869 року відкрито у складі чотирьох факультетів:
- медичний факультет;
- юридичний факультет;
- історико-філологічний факультет;
- фізико-математичний факультет.

Статут Варшавського університету, виданий 8 червня 1869 року, переважно відповідав основним положенням Статуту 1863 року, з значними, однак, відмінностями в розумінні обмеження університетського самоврядування; він діяв до 1917 роду і не дуже відрізнявся від Статуту 1884 року. Варшавський університет відрізнявся системою іспитів, яка була курсовою, а не предметною, як в інших російських університетах. Це давало більшості студентів можливість закінчити курс за 4 роки, а медикам за 5 років. Викладання та діловодство у Варшавському університеті велося в обов'язковому порядку російською мовою. Колишнім викладачам Головної школи був наданий трирічний термін для отримання докторського ступеня, необхідного для затвердження в званні професора університету, причому їм була надана пільга представляти дисертації прямо на доктора відповідних наук, минаючи ступінь магістра. Для вивчення російської мови їм дано дворічний термін, після якого вони повинні були розпочати читати лекції державною, російською мовою. При відкритті університету всіх осіб, визначених на посади професорів, доцентів, прозекторів і лекторів, було 56; з них 31 отримали освіту в російських університетах, а з решти, троє були тоді ж визнані здатними продовжувати викладання російською мовою.
Русифікація спричинила різке зниження числа студентів університету:
| Навчальний рік      | 1870/1 | 1871/2 | 1872/3 | 1873/4 | 1874/5 | 1875/6 | 1876/7 |
| Кількість студентів | 1020   | 823    | 720    | 651    | 530    | 467    | 445    |
| ------------------- | ------ | ------ | ------ | ------ | ------ | ------ | ------ |

У наступні роки число студентів поступово зростало завдяки залученню в університет російської молоді з семінаристів та загального збільшення російського чиновницького апарату в Королівстві Польському.
Студентів при відкритті університету було 1036 осіб. Ректором був призначений харківський професор П. О. Лавровський, якого в 1872 році змінив М. Μ. Благовєщенський. Їм обом вдалося зосередити на історико-філологічному факультеті великі наукові сили з галузі слов'янознавства. Серед них, крім самого П. О. Лавровського, М. О. Колосов, А. С. Будилович, О. О. Первольф, також Ф. Ф. Зігель, який обіймав кафедру історії слов'янських законодавств на юридичному факультеті.
У 1886 році було дозволено тимчасово приймати в число студентів Імператорського Варшавського університету, факультетів фізико-математичного та історико-філологічного, вихованців православних духовних семінарій, які закінчили повний курс семінарської освіти за першим розрядом. При прийомі в студенти університету всі вихованці семінарій піддавалися випробуванню з російської мови і російської історії; крім того, вступники на історико-філологічний факультет проходили іспит зі стародавніх мов і загальної історії, а на фізико-математичний — з математики та фізики.
Всіх студентів до 1 січня 1889 р. було 1151, зокрема 28 вихованців духовних семінарій. Всіх штатних викладачів до 1 січня 1889 року 79, з них ординарних професорів 33, а екстраординарних 23; крім того, понад штату було 6 ординарних професорів, 10 екстраординарних, 1 лаборант, 3 помічники прозектора і 1 приват-доцент. Таким чином, викладачів усіх категорій по всіх факультетах було 94. На утримання університету у 1888 р. було асигновано з державного казначейства 270679 руб. 73 коп.; в цю суму не входять відсотки від капіталів, пожертвуваних на стипендії і допомоги (9436 руб. 82 коп.), суми, призначені на допомогу незаможним студентам (6592 руб. 37 коп.) та збір за слухання лекцій, в розмірі 100 руб. у рік. У ведення університету передано колишню Варшавську Головну бібліотеку; при університеті працював університетський ботанічний сад, астрономічна і метеорологічна обсерваторія (3089 приладів і предметів), кабінети: зоологічний (98000 предметів), мінералогічний та палеонтологічний (21000 предметів), ботанічний (5875 предметів), археологічний (1987 предметів), лабораторії та клініки. У віданні університету перебували ще два навчальних заклади: Інститут для освіти повивальних бабок (у 1888 р. 35 учениць) і Фельдшерська школа (64 учні).
Кафедри Імператорського Варшавського університету були практично недоступні для польських науковців. Завідували кафедрами в більшості випадків російські науковці, іноді відомі фахівці в своїй галузі (А. С. Будилович, О. О. Первольф, М. М. Любович, Ю. Ф. Карський), — які проте мало зважали на культурні потреби Королівства Польського.
Студентство Імператорського Варшавського університету активно взяло участь у революційному русі. Виступи студентів, як відгуки на події в Росії, відзначалися в травні 1902 р., листопаді 1903 р., квітні 1904 р. Серед вчених університету, професорсько-викладацького складу були і противники, і прихильники насильницької русифікації поляків. Це згубно впливало не тільки на встановлення правильних взаємин з польським народом, але й на розвиток науки і культури.
У 1905 році в Королівстві Польському розгорнулася боротьба за націоналізацію школи. Учнівська молодь почала домагатися викладання польської мови в школах, польських вчителів і керівників. Студенти-поляки, що становили переважну частину в університеті, висували, за підтримки спільноти, вимогу про полонізацію навчання у Варшавському університеті.
Після січневих подій 1906 року ряд університетів було закрито. Зібраний в 1906 році з'їзд ректорів і директорів університетів виніс рішення про відкриття для занять з початку 1906/07 навчального року всіх вищих навчальних закладів крім Імператорського Варшавського університету. Положення Варшавського університету розглядалося на початку 1907 року Радою Міністрів. У прийнятому рішенні говорилося, що «Варшавський університет, крім свого вченого й освітнього значення для краю, є насамперед установою державною, задовольняє потребу освіти всієї імперії. Тому скасування його в тому чи іншому вигляді неприпустиме. У Варшаві російський університет був відкритий, він і повинен залишатися у Варшаві».
Боротьба зі студентським рухом призводить до закриття Варшавського університету на три роки. Тільки в 1908/09 навчальному році університет відновив навчальні заняття на перших курсах усіх факультетів. На відкриття університетських курсів (1908/9) нахлинула майже суто російська молодь, штучними заходами залучена до Варшави.
До початку 1910 року у Варшавському університеті навчалося 1269 студентів і 59 вільних слухачів, зокрема: православних — 1028, католиків — 85, юдеїв — 121. Загальна кількість викладачів — 106 (серед них ординарних професорів — 34, екстраординарних — 8, доцентів — 8, приват-доцент — 1).
У складі Імператорського Варшавського університету (1.1.1910) перебували: бібліотека, 21 кабінет (нумізматичний, гіпсових фігур і статуй, фізичний, механічний, геодезичний, мінералогічний, геолого-палеонтологічний, ботанічний, зоологічний, зоотомічний, акушерства, жіночих і дитячих хвороб, офтальмологічний, хірургічний, оперативної хірургії, фармакологічний, судово-медичний, теоретичної хірургії, патологічної анатомії, описової анатомії, загальної патології і медичної хімії), 7 лабораторій (хімічна, органічної хімії, ботанічна, фізіологічна, гістологічна, гігієнічна і фармацевтична); астрономічна обсерваторія і музей старожитностей. Використовувалися в наукових цілях університету, але не перебували в його віданні, музей витончених мистецтв, ботанічний сад і 10 клінік. При університеті було два навчальних заклади: повивальний інститут і фельдшерська школа, а також три вчених товариства: російське медичне, дослідників природи та історії, філології та права.
Заняття, що почалися, проходили нерегулярно, оскільки студентські заворушення тривали. 1911 року у зв'язку з новими гоніннями, яким піддавалося студентство і прогресивна професура з боку Міністерства освіти, у Варшавському університеті відзначаються нові заворушення студентів. Бойкот Варшавського університету з боку польського населення та молоді через насильницьку русифікацію поляків не припинявся аж до його евакуації у 1915 році.
Після початку Першої світової війни в липні 1915 року Імператорський Варшавський університет був евакуйований. Поспіхом були евакуйовані в Москву професорсько-викладацький склад, студенти, канцелярія. У Варшаві залишилася вся матеріальна частина університету, будівлі, обладнання, бібліотека. Так закінчилося 46-річне перебування російського університету у Варшаві. Варшавський університет розташував свою канцелярію в одному з корпусів Московського університету, але питання про розміщення самого університету залишалося відкритим. Міністерство народної освіти вважало можливим організувати заняття на історико-філологічному, юридичному факультетах і математичному відділенні фізмату в Москві, а природниче відділення фізмату і медичний факультет перевести в інші міста, можливо Казань або Саратов. Таке рішення не влаштовувало ні Москву, ні Саратов, ні Казань, ні Раду Варшавського університету, на розгляд якої Міністерство передало питання про місце роботи закладу. Керівники Варшавського університету вели переговори з місцевою владою названих міст, не отримуючи на це згоди. Казанський університет не міг розмістити Варшавський університет через обмеженість у приміщеннях, Саратов погоджувався на переведення усіх факультетів за винятком медичного, в Москві теж важко було знайти відповідне приміщення. Було очевидним, що Варшавський університет повинен бути тимчасово розміщений в одному з периферійних міст. Вибір припав на Ростов-на-Дону, де було продовжене навчання студентів. Для розміщення університету були передані будівлі Миколаївської лікарні, великого прибуткового будинку, комерційного училища і торговельної школи. Згодом на основі Варшавського університету був організований Ростовський медичний інститут. Заняття у Варшавському університеті в Ростові-на-Дону почалися 1 грудня 1915 року. Варшавський університет в Ростові-на-Дону проіснував до травня 1917 року. Після здобуття Польщею незалежності Варшавський університет в Ростові-на-Дону був закритий і одночасно відкритий, але вже під назвою «Донський університет», в який переведенням зарахували професорів і студентів.
У листопаді 1915 року, у Варшаві в будівлях евакуйованого Імператорського Варшавського університету відкрився новий польськомовний Варшавський університет, який відкрив доступ на студентську лаву і для жінок. Першим ректором став польський невролог і педіатр Юзеф Бруджіньскі. Польський Варшавський університет справив сильний вплив на відродження науки й освіти в Польщі.
Влітку 1915 році в Росію було вивезено лише невелику частину майна Імператорського Варшавського університету. Університетська бібліотека, яка налічує близько 608 тисяч томів збереглася і пережила Другу світову війну. На момент евакуації бібліотека Імператорського Варшавського університету з усіх університетських бібліотек поступалася за величиною тільки бібліотеці Санкт-Петербурзького університету. У ній зберігалися унікальні видання, яких не було більше ніде. Під час евакуації в Росію з бібліотеки вивезли лише 2816 томів (1332 рукописи і 1484 стародруків книги).

## Ректори Імператорського Варшавського університету
- Лавровський Петро Олексійович (1869—1872)
- Благовєщенський Микола Михайлович[ru] (29.12.1872—20.8.1883)
- Лавровський Микола Олексійович (1883—1885)
- В. о. ректора Сонін Микола Якович[ru] (1885)
- Лавровський Микола Олексійович (1885—1890)
- В. о. ректора Сонін Микола Якович (1890)
- Будилович Антон Семенович (1890—1891)
- В. о. ректора Самоквасов Дмитро Якович (листопад—грудень 1891)
- Щелков Іван Петрович (1892—1894)
- Шалфєєв Михайло Іванович (1894—1895)
- Ковалевський Павло Іванович (1895—1897)
- Зенгер Григорій Едуардович (1897—1899)
- Шалфєєв Михайло Іванович (1898)
- Ульянов Григорій Костянтинович[ru] (1899—1904)
- В. о. ректора Зілов Петро Олексійович (1904)
- Карський Юхим Федорович (1905—1911)
- Кудревецький Василь Васильович (1911—1912)
- Трепіцин Іван Миколайович[ru] (1913—1914)
- Вєхов Сергій Іванович[ru] (1914—1915)

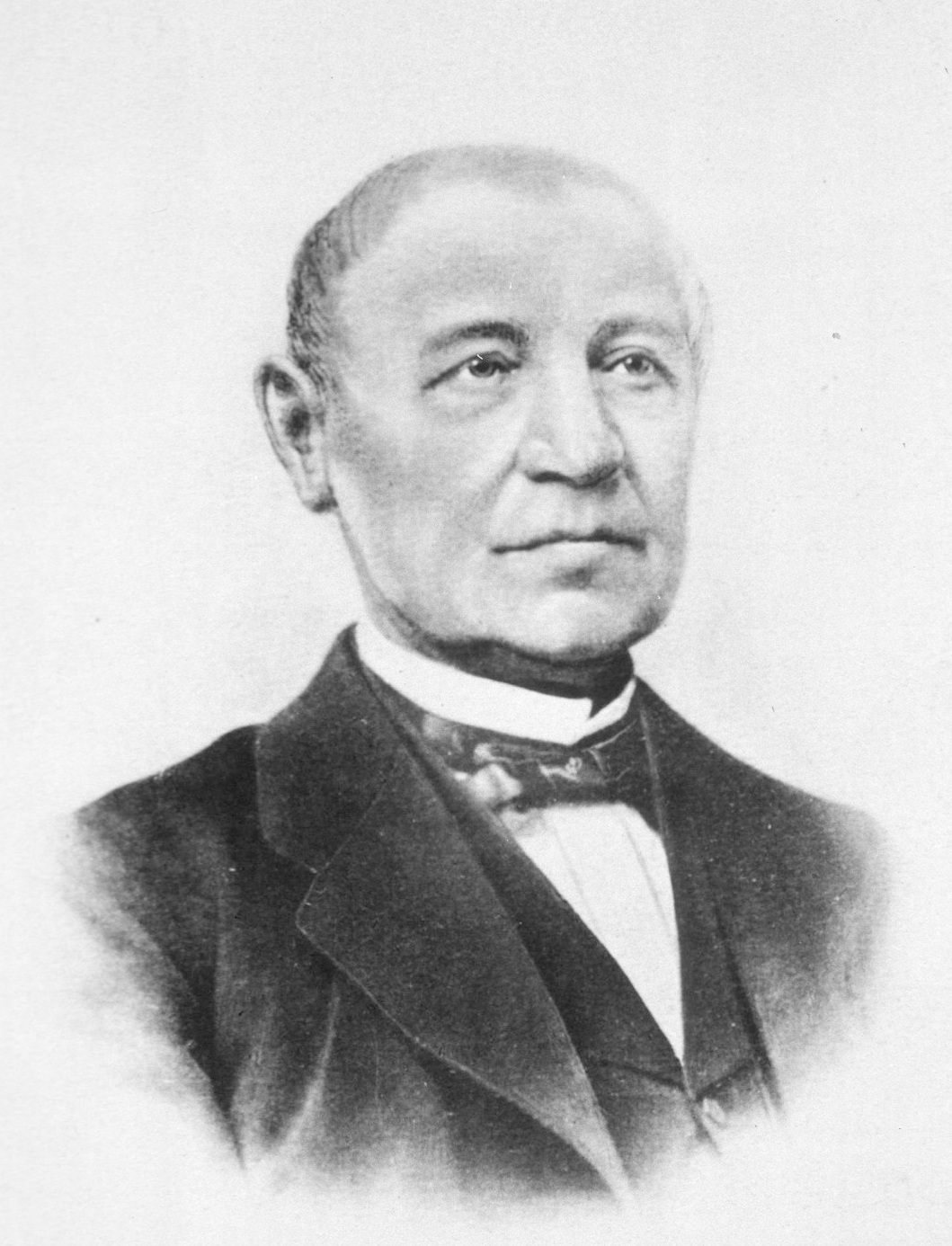
Юзеф Мяновський, ректор Варшавської головної школи до перетворення її на університет
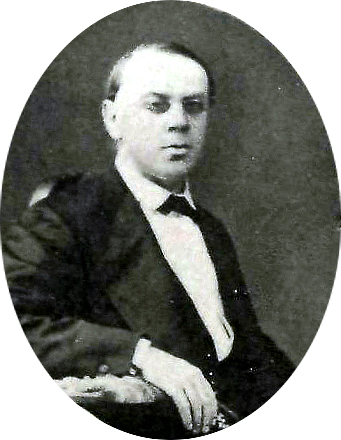
Микола Олексійович Лавровсикий
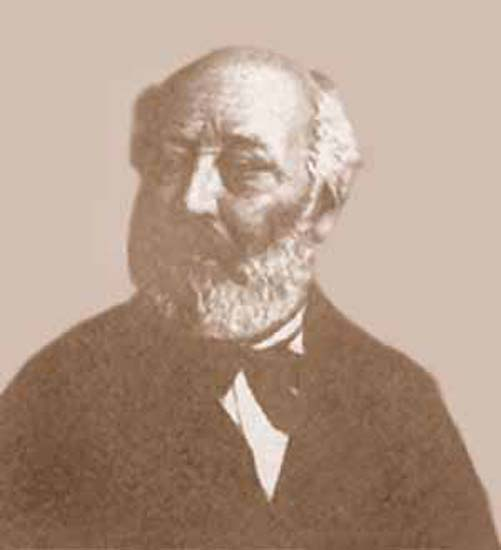
Микола Михайлович Благовєщенський
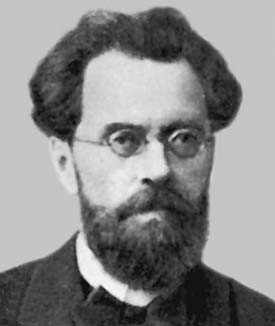
Микола Якович Сонін
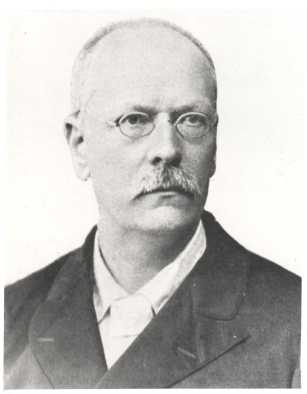
Антон Семенович Будилович
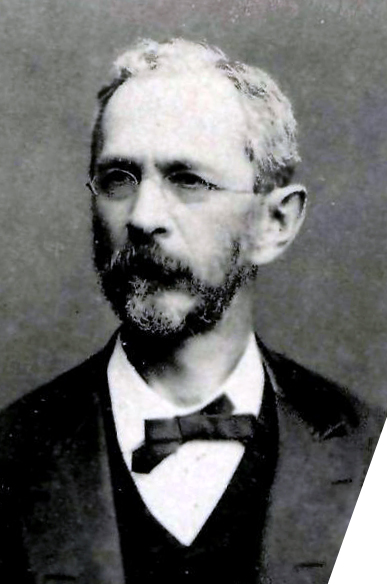
Іван Петрович Щелков
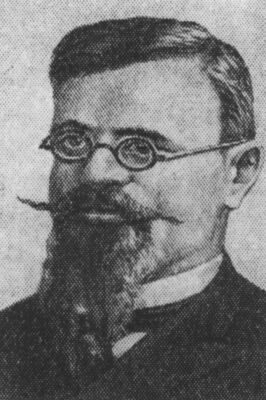
Павло Іванович Ковалевський
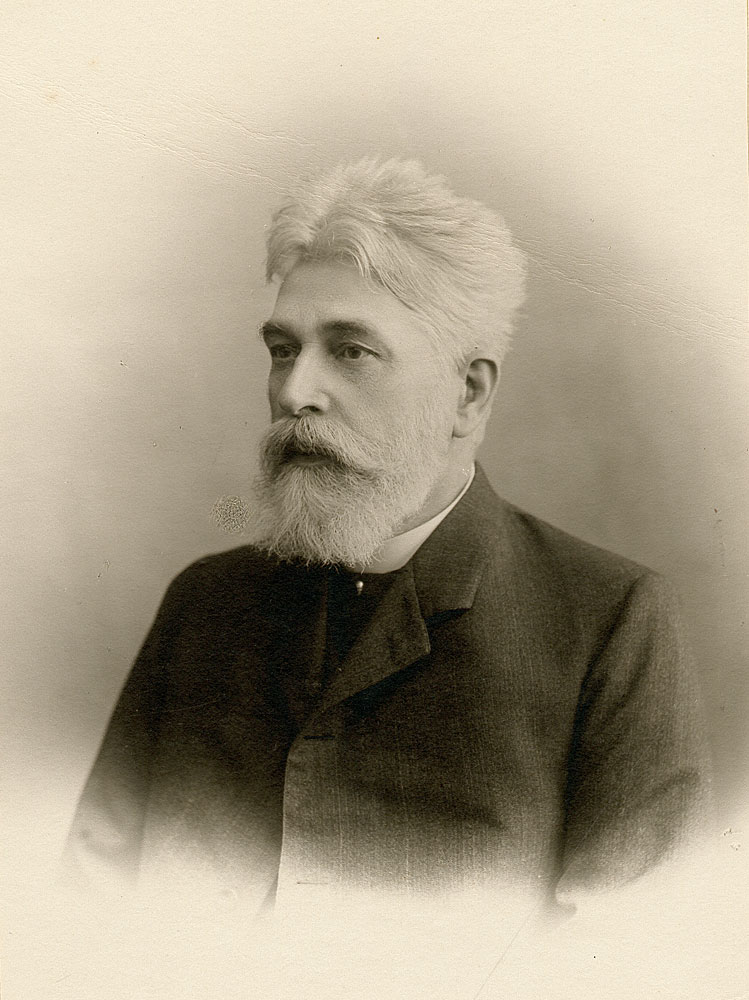
Григорій Едуардович Зенгер
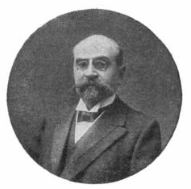
Григорій Костянтинович Ульянов
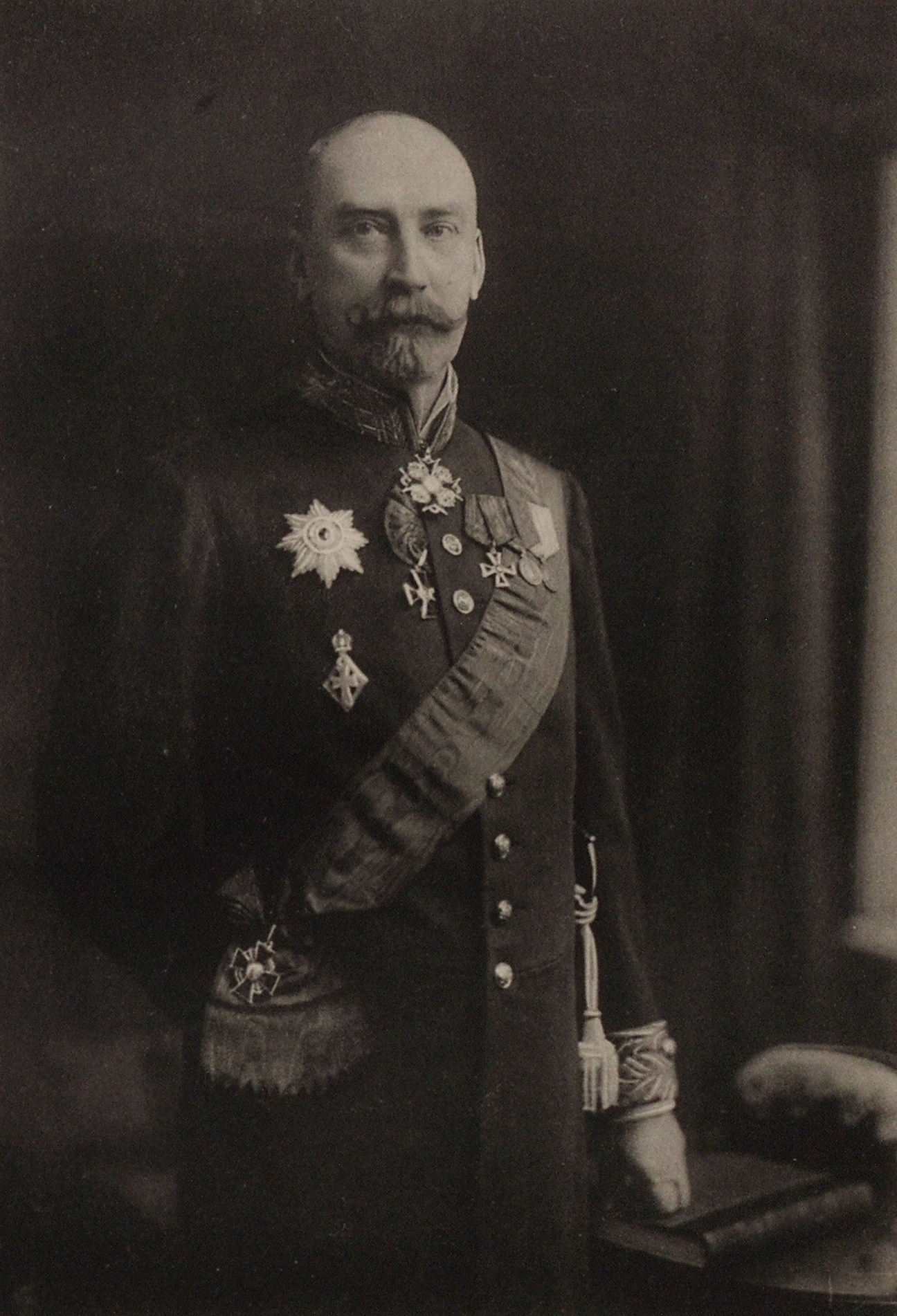
Петро Олексійович Зілов
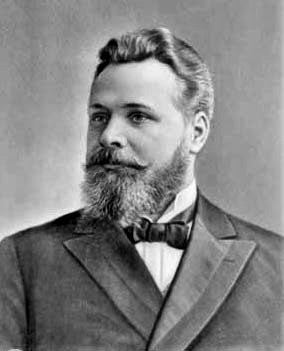
Юхим Федорович Карський
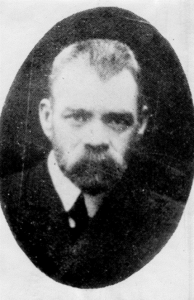
Сергій Іванович Вєхов